# Yermenonville
Yermenonville és un municipi francès, situat al departament de l'Eure i Loir i a la regió de Centre – Vall del Loira. L'any 2007 tenia 606 habitants.

## Demografia

### Població
El 2007 la població de fet de Yermenonville era de 606 persones. Hi havia 223 famílies, de les quals 38 eren unipersonals (13 homes vivint sols i 25 dones vivint soles), 76 parelles sense fills, 101 parelles amb fills i 8 famílies monoparentals amb fills.
La població ha evolucionat segons el següent gràfic:
Habitants censats

### Habitatges
El 2007 hi havia 266 habitatges, 225 eren l'habitatge principal de la família, 35 eren segones residències i 6 estaven desocupats. 263 eren cases i 2 eren apartaments. Dels 225 habitatges principals, 196 estaven ocupats pels seus propietaris, 22 estaven llogats i ocupats pels llogaters i 6 estaven cedits a títol gratuït; 12 tenien dues cambres, 34 en tenien tres, 41 en tenien quatre i 139 en tenien cinc o més. 176 habitatges disposaven pel capbaix d'una plaça de pàrquing. A 75 habitatges hi havia un automòbil i a 143 n'hi havia dos o més.

### Piràmide de població
La piràmide de població per edats i sexe el 2009 era:
| Homes | Edats   | Dones |
| ----- | ------- | ----- |
| 0     | 95 o +  | 0     |
| 4     | 90 a 94 | 4     |
| 4     | 85 a 89 | 4     |
| 0     | 80 a 84 | 4     |
| 8     | 75 a 79 | 0     |
| 12    | 70 a 74 | 16    |
| 20    | 65 a 69 | 12    |
| 12    | 60 a 64 | 8     |
| 8     | 55 a 59 | 4     |
| 32    | 50 a 54 | 28    |
| 24    | 45 a 49 | 28    |
| 20    | 40 a 44 | 20    |
| 0     | 35 a 39 | 4     |
| 28    | 30 a 34 | 20    |
| 20    | 25 a 29 | 24    |
| 12    | 20 a 24 | 4     |
| 20    | 15 a 19 | 24    |
| 12    | 10 a 14 | 16    |
| 12    | 5 a 9   | 8     |
| 24    | 0 a 4   | 16    |

## Economia
El 2007 la població en edat de treballar era de 397 persones, 308 eren actives i 89 eren inactives. De les 308 persones actives 288 estaven ocupades (160 homes i 128 dones) i 20 estaven aturades (11 homes i 9 dones). De les 89 persones inactives 37 estaven jubilades, 27 estaven estudiant i 25 estaven classificades com a «altres inactius».

### Ingressos
El 2009 a Yermenonville hi havia 222 unitats fiscals que integraven 584 persones, la mediana anual d'ingressos fiscals per persona era de 24.656 €.

### Activitats econòmiques
Dels 17 establiments que hi havia el 2007, 1 era d'una empresa extractiva, 1 d'una empresa alimentària, 3 d'empreses de fabricació d'altres productes industrials, 5 d'empreses de construcció, 1 d'una empresa de comerç i reparació d'automòbils, 1 d'una empresa de transport, 2 d'empreses d'hostatgeria i restauració, 2 d'empreses de serveis i 1 d'una entitat de l'administració pública.
Dels 8 establiments de servei als particulars que hi havia el 2009, 1 era una oficina de correu, 2 paletes, 1 guixaire pintor, 2 electricistes i 2 restaurants.
L'únic establiment comercial que hi havia el 2009 era una carnisseria.
L'any 2000 a Yermenonville hi havia 3 explotacions agrícoles que ocupaven un total de 387 hectàrees.

## Equipaments sanitaris i escolars
El 2009 hi havia una escola elemental.

## Poblacions més properes
El següent diagrama mostra les poblacions més properes.